# Каузяй

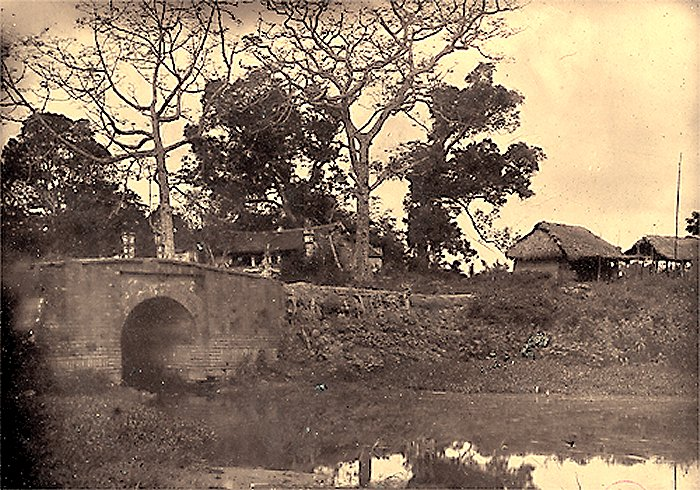
Бумажный мост

Каузяй (Cầu Giấy, в переводе с вьетнамского — «бумажный мост») — один из двенадцати городских районов (quận), входящих в состав Ханоя. Площадь — 12 км², население — 165 тыс. человек. В районе расположено много образовательных и научных учреждений, а также Министерство общественной безопасности Вьетнама, Министерство науки и технологии, Главный департамент таможни Вьетнама, Правительственная инспекция, Вьетнамский кооперативный альянс, департамент транспортной полиции, департамент промышленности и торговли Ханоя.

## История
19 мая 1883 года во время Тонкинской кампании между французами и Армией чёрного флага, которая под предводительством Лю Юнфу осадила Ханой, произошло сражение у Бумажного моста (Каузяй). Небольшой французский отряд под командованием Анри Ривьера атаковал хорошо укреплённый лагерь повстанцев у моста Каузяй. После начального успеха французы были окружены и с большими потерями отступили к Ханою. Ривьер и несколько других высокопоставленных французских офицеров и чиновников погибли в бою. Район назван в честь моста Каузай и битвы, произошедшей у него.

## География
Район Каузяй расположен на западе от центра Ханоя. На северо-западе он граничит с районом Бактыльем, на северо-востоке — с районом Тэйхо, на востоке — с районом Бадинь, на юго-востоке — с районами Донгда и Тханьсуан, на юго-западе и западе — с районом Намтыльем. Восточную границу района Каузай составляет река Толить (вьет. Tô Lịch), впадающая в озеро Тай.
В южной части района Каузяй, на границе с районом Тханьсуан (и частично на его территории) расположена зона Чунгхоа — Нянтинь (вьет. Trung Hoà – Nhân Chính), также известная как Koreatown («Корейский город»). Она является новым торговым и деловым центром западного Ханоя, а также одним из самых престижных жилых районов столицы с большой долей корейских экспатов.
В районе расположено крупное и престижное кладбище Майзить (вьет. Mai Dịch), где похоронены Тон Дык Тханг, Ле Зуан, Чыонг Тинь, Фам Ван Донг, Фам Хунг, Ван Тьен Зунг, Чан Дай Нгиа, Нгуен Ван Тао, Ван Као, Нгуен Динь Тхи и другие видные вьетнамцы. Вокруг озера Нгиатан (вьет. Nghĩa Tân) разбит большой парк отдыха.

## Административное деление
В настоящее время в состав района Каузяй входят 8 кварталов (phường) — Зитьвонг (вьет. Dịch Vọng), Зитьвонгхау (вьет. Dịch Vọng Hậu), Майзить (вьет. Mai Dịch), Нгиадо (вьет. Nghĩa Đô), Нгиатан (вьет. Nghĩa Tân), Куанхоа (вьет. Quan Hoa), Чунгхоа (вьет. Trung Hòa) и Йенхоа (вьет. Yên Hòa).

## Экономика
В районе базируются штаб-квартиры таких крупных вьетнамских компаний, как FPT Group, FPT Software, MobiFone, Hưng Hải Group, CMC Telecom, Vina-Link Group и Vinamarine, а также Ханойский международный технологический центр (Hanoi International Technology Centre), офисы многочисленных иностранных корпораций (Panasonic, Ricoh, Pentalog), исследовательский центр Samsung Vietnam Mobile и престижные отели (Grand Plaza Hanoi, Somerset Hoa Binh Hanoi, Novotel Suites Hanoi). Крупным предприятием Каузяя является Национальная типография банкнот.
В розничной торговле доминируют уличные рынки, в том числе Нгиатан (вьет. Nghĩa Tân), Нясань (вьет. Nhà Xanh), Каузяй (вьет. Cau Giay), Хопнят (вьет. Hợp Nhất) и Чунгхоа (вьет. Trung Hòa), но их постепенно вытесняют торговые центры и сетевые супермаркеты (Indochina Plaza, BigC, VinMart, Fivimart, Watermark). Несмотря на обширное строительство новых высотных жилых и офисных комплексов, торговых центров и отелей, в районе ещё сохраняются кварталы ветхого жилья, где ютятся государственные служащие и рабочие. Многие мелкие магазины, кафе, мастерские, склады и уличные рынки не отвечают нормам безопасности и нередко страдают из-за пожаров.

## Транспорт

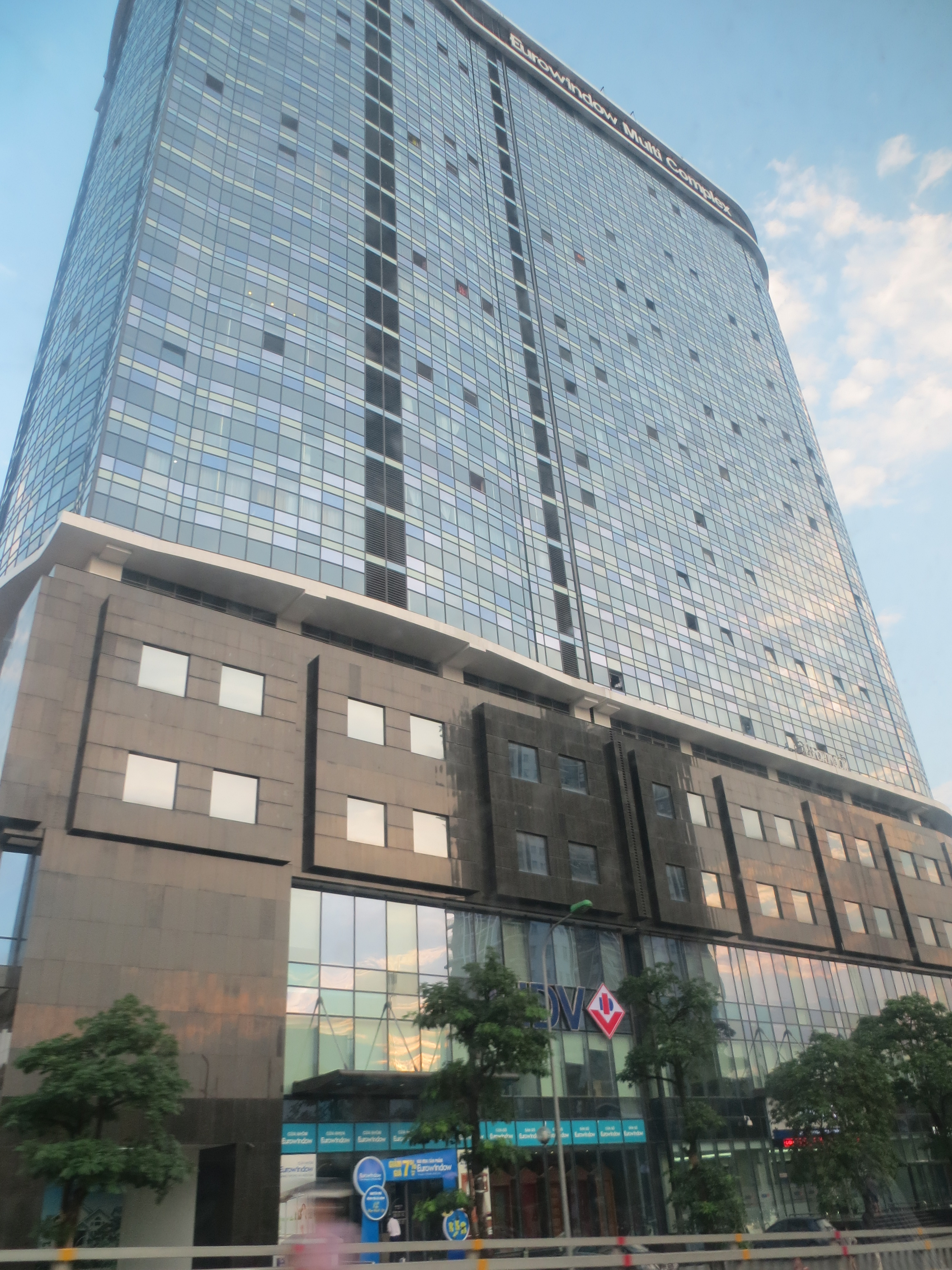
Eurowindow Multi Complex

По территории района Каузяй проходят Третья кольцевая дорога, скоростное шоссе имени Фам Ван Донга (вьет. Phạm Văn Đồng), соединяющее ханойский международный аэропорт Нойбай с западными районами Ханоя, скоростная автомагистраль «Дайло Тханглонг», связывающая центр Ханоя с уездом Тхатьтхат, и национальное шоссе № 32, связывающее центр Ханоя с городом Шонтэем и провинцией Футхо.
Другими оживлёнными магистралями района являются улицы Чанзуихынг (вьет. Trần Duy Hưng), Хоангдаотхюи (вьет. Hoàng Đạo Thúy), Хотунгмау (вьет. Hồ Tùng Mậu), Суантхюи (вьет. Xuân Thủy), Каузяй (вьет. Cầu Giấy) и Чантхайтонг (вьет. Trần Thái Tông).
Общественный транспорт представлен разветвлённой сетью автобусных маршрутов. Ведётся строительство Ханойского метро (система наземных электропоездов), которое пройдёт через Каузяй.

## Культура

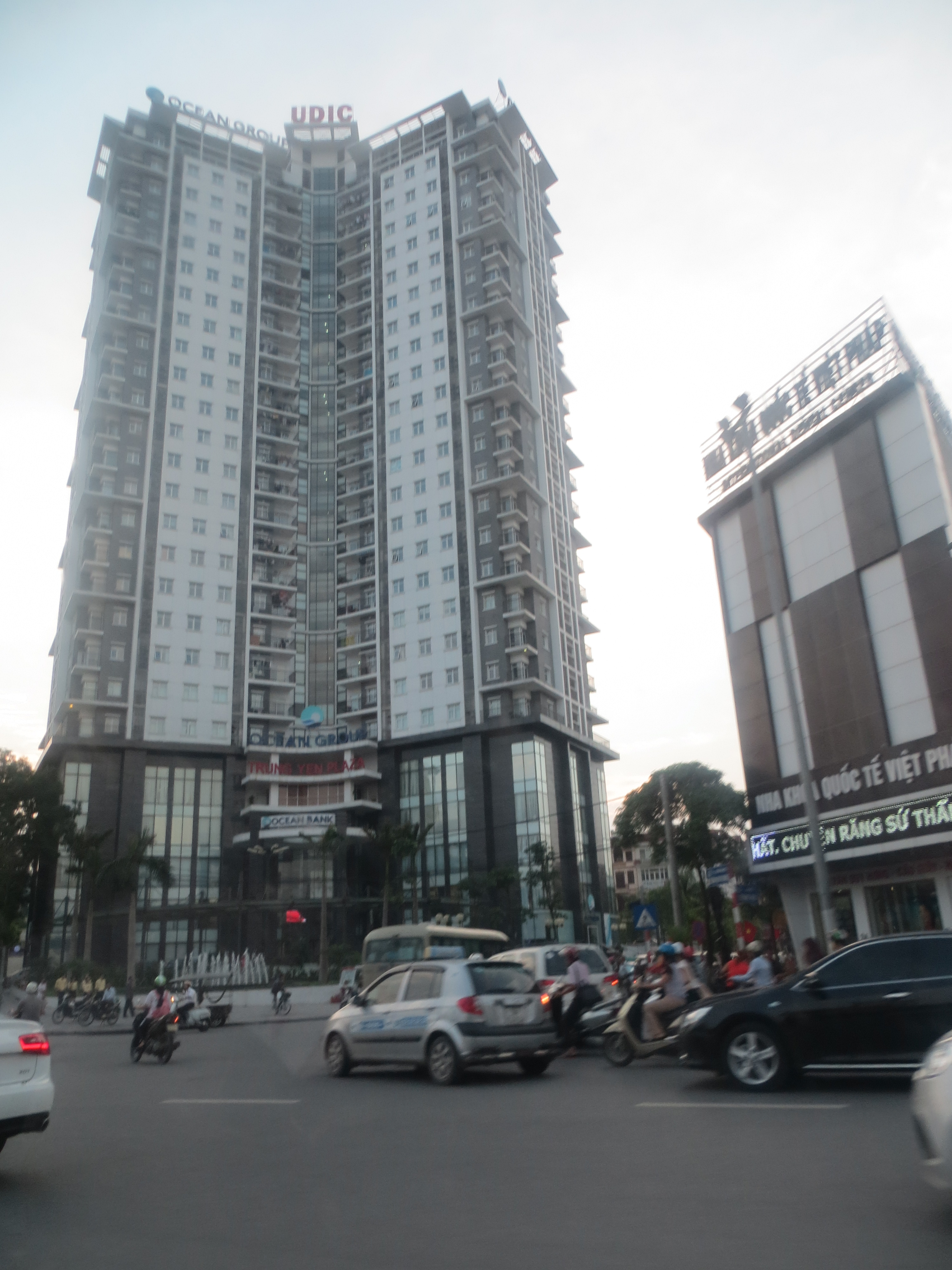
Trung Yen Plaza

В районе находятся Вьетнамский музей этнологии, Вьетнамский национальный музей природы, Вьетнамский национальный симфонический оркестр, храмы Тханьтюа (вьет. Thánh Chúa), Зау (вьет. Dâu), Зуэту (вьет. Duệ Tú), Диньлангхау (вьет. Đình làng Hậu), Чунгкиньтхыонг (вьет. Trung Kính Thượng), пагода Кот (вьет. Cót).
В квартале Йенхоа проходит праздник посёлка Анхоа, посвящённый Ли Нян-тонгу, госпоже Ван Фук, госпоже Ты Нанг (дочери Ли Нам-де) и Бать Хак Там Зянгу; фестиваль сопровождается отдельными для мужчин и женщин религиозными церемониями, игрой в шахматы и петушиными боями.
Кроме того, в квартале Йенхоа проводится праздник посёлка Кот, посвящённый божествам Као Шону, Зьем Ла и Мок Тиню, а также двум божествам почвы — придворной госпоже Чинь Тхык и высокопоставленному полководцу Чанг Хану; фестиваль сопровождается процессией паланкинов, в которых переносят важные ритуальные предметы (императорские таблички, ладан и священную флягу для воды).
В квартале Нгиадо проходит праздник общественного дома Анфу, посвящённый божеству Нгуен Бонг и господину Чан Тоану; сопровождается игрой «дикауной» («идущий по мосту»), в ходе которой участник должен пройти по тонкому и гибкому бамбуку, переброшенному через озеро.
В посёлке Чунг квартала Зитьвонг проводится местный праздник, посвящённый придворным Тю Ли (вьет. Chu Ly) и Чьеу Ти Тхань (вьет. Trieu Chí Thanh); сопровождается борьбой, петушиными боями, игрой в шахматы, разбиванием горшков и певческими выступлениями театра тео.
Также в квартале Зитьвонг проходит праздник пагоды Зуэту (вьет. Duệ Tú), посвящённый почитаемому шаману и учителю Дай Дьену (вьет. Đại Điên); фестиваль сопровождается исполнением песен, которые повторяют ритм гребца, и пересказом историй о госпоже Тхань Де (вьет. Thanh De). В деревнях Моккуаннян (вьет. Moc Quan Nhan), Моктинькинь (вьет. Moc Chinh Kinh), Мокылок (вьет. Mộc Cự Lộc), Мокзяпнят (вьет. Moc Giap Nhat) и Мокфунгкхоанг (вьет. Mộc Phùng Khoang) квартала Чунгхоа проводится праздник пяти деревень Мок, посвящённый Доан Тхыонгу (вьет. Đoàn Thượng), Ла Льеу (вьет. La Lieu), Хунг Ланг Конгу (вьет. Hung Lang Cong) и Фунг Лыонгу (вьет. Phung Luong); фестиваль сопровождается процессией паланкинов через пять деревень, танцами дракона и льва, молитвами, подношениями и другими религиозными церемониями.
В районе Каузяй широко отмечается праздник пагоды Хоаланг (вьет. Hoa Lang), посвящённый Ты Виню (вьет. Từ Vinh) и Танг Тхи Лоан (вьет. Tăng Thị Loan) — родителям высокопочитаемого монаха и учителя Ты Дао Ханя (вьет. Từ Đạo Hạnh); сопровождается различными религиозными церемониями. В квартале Нгиадо проходит праздник посёлка Нге (вьет. Nghe), посвящённый полководцу Чан Конг Титю (вьет. Trần Công Tích), королеве Хонг Ныонг (вьет. Hồng Nương) и знатной госпоже Куэ Ныонг (вьет. Que Nuong); сопровождается конкурсом по приготовлению рисовых блюд и различными соревнованиями (в том числе кто быстрее разведёт огонь).
В кварталах Майзить и Зитьвонг проводится праздник пагоды Тханьтюа, посвящённый Будде и императорской наложнице И Лан (вьет. Y Lan); сопровождается певческими выступлениями театра тео, танцами лотоса и феникса. В квартале Чунгхоа проходит праздник посёлка Чунгкинь (вьет. Trung Kính), посвящённый знатному господину Хунг Нону (вьет. Hung Non); сопровождается жертвованием чёрной свиньи, конкурсом на лучшего певца, борьбой, ловлей уток в водоёме и приготовлением рисовых блюд.

## Наука и образование

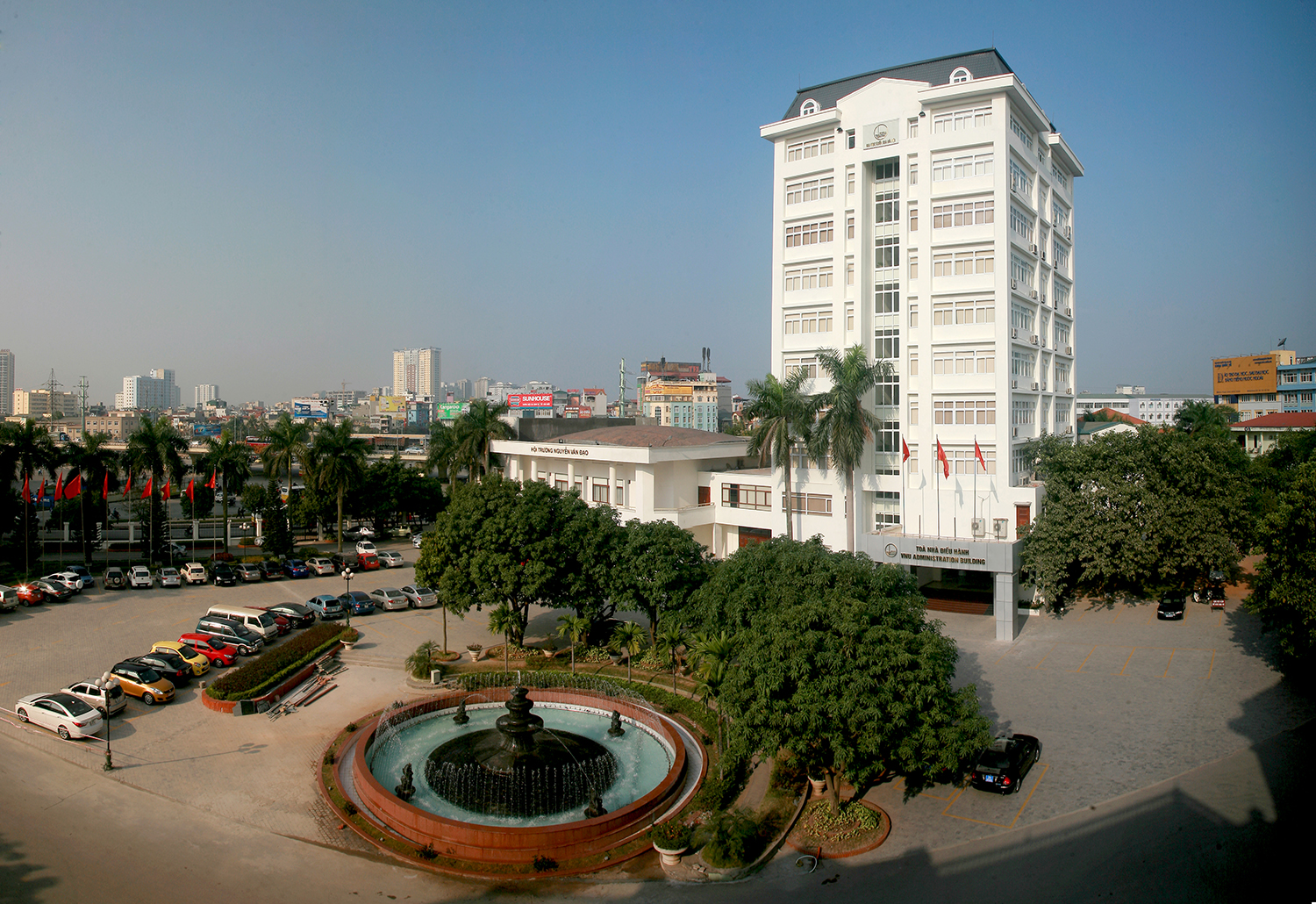
Вьетнамский национальный университет

В Каузяе базируются Вьетнамский национальный университет, Инженерно-технологический университет (часть Вьетнамского национального университета), Университет иностранных языков и международных исследований, Вьетнамский университет торговли, Университет труда и социальных вопросов, Ханойский национальный педагогический университет, Академия журналистики и коммуникаций, Вьетнамская академия обороны, Национальная академия политики и государственного управления имени Хо Ши Мина, Технологический институт почты и телекоммуникаций, Высшая школа Ханой — Амстердам, Корейская международная школа, Специализированная школа иностранных языков, Международная школа Конкордия, Международная школа Сакура Монтессори, Вьетнамская академия науки и технологии, Национальный институт гематологии и переливания крови, Российско-вьетнамский научно-исследовательский и технологический центр тропиков.

## Здравоохранение и спорт
В районе расположены больница № 198 и спорткомплекс «Каузяй Гимназиум» (Cầu Giấy Gymnasium).